# 1994–2006 Chaos Years
1994–2006 Chaos Years – kompilacja nagrań kanadyjskiego zespołu muzycznego Strapping Young Lad. Dwupłytowe wydawnictwo ukazało się 31 marca 2008 roku nakładem wytwórni muzycznej Century Media Records. Na płycie CD znalazł się przekrojowy materiał pochodzący ze wszystkich pięciu albumów studyjnych Strapping Young Lad. Natomiast na płytę DVD trafił m.in. występ zespołu zarejestrowany w 2006 roku podczas Download Festival oraz wszystkie teledyski.
Album dotarł do 32. miejsca fińskiej listy przebojów – Suomen virallinen lista.

## Lista utworów
Opracowano na podstawie materiału źródłowego.
| DVD Live at The Download Festival · UK · 2006 1. "Imperial" – 02:39 2. "Velvet Kevorkian" – 01:36 3. "All Hail the New Flesh" – 05:16 4. "Wrong Side" – 04:34 5. "Aftermath" – 07:14 6. "Love?" – 06:12 7. "Polyphony/The New Black" – 07:55 8. "In the Rainy Season" – 06:50 More Live Stuff 1. "S.Y.L." (Live at The Roxy In Hollywood, LA, 2001) – 4:10 2. "Detox" (Live at The Roxy In Hollywood, LA, 2001) – 6:46 3. "Home Nucleonics" (Live at The Commodore Ballroom In Vancouver, Canada, 2004) – 2:41 4. "Love?" (Live at The Starland Ballroom, Sayreville, NJ, 2005) – 6:01 5. "All Hail" The New Flesh (Live at Zeche Carl In Essen, Germany, 2005) – 5:39 6. "Skeksis" (Live at The Flame Fest In Bologna, Italy, 2006) – 6:43 Promo Videos 1. "S.Y.L." (reżyseria: Blair Dobson) – 4:49 2. "Detox" (reżyseria: Dermit Shane) – 5:39 3. "Relentless" (reżyseria: Marcus Rogers) – 3:04 4. "Love?" (reżyseria: Joe Lynch) – 4:37 5. "Zen" (reżyseria: Marcus Rogers) – 3:50 6. "Wrong Side" (reżyseria: David Brodsky) – 3:40 7. "Almost Again" (reżyseria: Konrad J. Palkiewicz) – 3:32 |  | CD 1. "S.Y.L." – 04:47 2. "In the Rainy Season" – 04:37 3. "Velvet Kevorkian" – 01:17 4. "All Hail the New Flesh" – 05:24 5. "Oh My Fucking God" – 03:34 6. "Detox" – 05:37 7. "Relentless" – 03:03 8. "Rape Song" – 03:09 9. "Aftermath" – 06:46 10. "Imperial" – 02:17 11. "Skeksis" – 06:42 12. "Shitstorm" – 04:21 13. "Love?" – 05:43 14. "You Suck" – 02:40 15. "Wrong Side" – 03:35 16. "Almost Again" – 03:43 17. "Satan’s Ice Cream Truck" – 02:34 |